# 14230 Mariahines
14230 Mariahines este un asteroid din centura principală de asteroizi.

## Descriere
14230 Mariahines este un asteroid din centura principală de asteroizi. A fost descoperit pe 7 decembrie 1999 la Socorro, New Mexico, în cadrul proiectului LINEAR. Asteroidul prezintă o orbită caracterizată de o semiaxă mare de 2,20 ua, o excentricitate de 0,09 și o înclinație de 3,5° în raport cu ecliptica.